# Gellér Ferenc
Gellér Ferenc (Debrecen, 1941. november 10. –) okleveles építészmérnök, műemlékvédelmi szakmérnök.

## Tanulmányok
- 1956–60: Péchy Mihály Építőipari Technikum
- 1961–66: Építőipari és Közlekedési Műszaki Egyetem Építészmérnöki Kar építészmérnöki oklevél
- 1974–76: Budapesti Műszaki Egyetem műemlékvédelmi szakmérnöki oklevél

## Pályafutás
1966–70-ben beosztott tervező; 1970–86 között műteremvezető a debreceni Keletmagyarországi Tervező Vállalatnál (KELETTERV); 1987-től a Hajdúterv ügyvezető igazgatója és vezető tervezője; 1985–96 között az Ybl Miklós Műszaki Főiskola debreceni intézetének előadója.

## Díjak
- 1971: Építőipar Kiváló Dolgozója
- 1977: Medgyessy Ferenc-díj
- 1982: ÉVM Kiváló Munkáért
- 1984: Munka Érdemrend ezüst fokozata
- 1994: Hajdú-Bihar Megyei Önkormányzat emlékérme
- 1998: Műemlékvédelemért emlékplakett
- 2008: Podmaniczky-díj (a debreceni Péterfia és Egymalom utca több épületének, így a város történeti településmagjának megóvásáért, műemlékké nyilvánításának kezdeményezéséért)

## Közösségi szerepvállalás
- Debreceni Városvédő és -szépítő Egyesület, alelnök (2022)
- A Hajdú-Bihar Vármegyei Építészkamara Etikai-Fegyelmi Bizottságának tagja

## Külső hivatkozások
- Podmaniczky-díj
- http://www.debrecenivarosvedo.hu/egyesulet/elnokseg
- https://www.mek.hu/link-tajekoztato_hbvek_tisztujito_gyules